# Ministero dei trasporti e delle infrastrutture (Romania)
Il Ministero dei trasporti e delle infrastrutture (in rumeno: Ministerul Transporturilor și Infrastructurii - MTI) è un dicastero del governo rumeno, responsabile della definizione della strategia nazionale e dello sviluppo di norme specifiche per la definizione e l'armonizzazione delle attività di trasporto.
Il Ministero è l'autorità sui trasporti dello Stato, esercitata direttamente o tramite organismi tecnici specializzati, le unità istituzionali pubbliche subordinate che operano sotto la sua direzione o di autorità o imprese autorizzate.
Nel maggio 2008 il Ministero dei trasporti  ha avviato la procedura per la riorganizzazione delle società ad essere quotate sulla BVB. Le otto società sotto il ministero ad essere incluse in Borsa sono:
- Società nazionale "Aeroporto Internazionale Henri Coandă Bucarest" S.A.
- Società nazionale "Aeroporto Internazionale Bucurest-Băneasa - Aurel Vlaicu" S.A.
- Società nazionale "Aeroporto M. Kogălniceanu Costanza S.A."
- Amministrazione Canale Navigabile di Costanza
- Amministrazione Porto Marittimo del Danubio - Galati
- Amministrazione Porto Marittimo di Costanza
- Amministrazione Porto Fluviale del Danubio - Giurgiu[1].

L'attuale ministro dei trasporti è Sorin Grindeanu (PSD) in carica dal 25 novembre 2021.
Il Ministero ha avuto un bilancio di 1,2 miliardi nel 2010.
Numero dei dipendenti:
- 2010: 438[3].
- 2009: 894

## Organizzazione
Unità subordinate al Ministero dei trasporti:
- Aero Club della Romania, su airclub.rdsnet.ro. URL consultato il 24 agosto 2014 (archiviato dall'url originale il 14 settembre 2008).
- Agenzia Rumena per il Salvataggio della Vita Umana in Mare  - ARSVOM
- Clinica Ospedale n. 1 CF Bucarest, su spitalcfwiting.ro.
- Ospedale n. 2 CF Bucurest
- Clinica Ospedale CF Iași, su spitaluniversitarcfiasi.ro.
- Clinica Ospedale CF Cluj Napoca, su spitaluluniversitarcfcluj.ro. URL consultato il 23 luglio 2021 (archiviato dall'url originale il 21 ottobre 2020).
- Clinica Ospedale CF Timișoara, su spitaluniversitarcftimisoara.ro. URL consultato il 12 giugno 2019 (archiviato dall'url originale il 14 aprile 2008).
- Ospedale Generale CF Ploiești, su spitalcfploiesti.ro.
- Ospedale Generale CF Galați, su spitalgeneralcfgalati.ro.
- Ospedale Generale CF Costanza, su spitalcfconstanta.ro.
- Ospedale Generale CF Brașov, su spcfbv.ro.
- Ospedale Generale CF Pașcani, su spitalulgeneralcf-pascani.ro.
- Ospedale Generale CF Simeria, su spitalgeneralcfsimeria.ro.
- Clinica Ospedale CF Oradea, su spitalcforadea.ro.
- Clinica Ospedale CF Craiova, su spitalcf.craiova.pcnet.ro. URL consultato il 12 giugno 2019 (archiviato dall'url originale il 18 agosto 2007).
- Ospedale Generale CF Sibiu
- Ospedale Generale CF Drobeta-Turnu Severin, su spitalcfr.drobeta.go.ro. URL consultato il 12 giugno 2019 (archiviato dall'url originale il 1º aprile 2013).
- Club Sportivo "Rapido"
- Agenzia della Sanità Pubblica del MTI, su mt.ro. URL consultato il 24 agosto 2014 (archiviato dall'url originale il 20 febbraio 2007).
- Scuola Superiore di Aviazione Civile, su aviatie.fx.ro. URL consultato il 12 giugno 2019 (archiviato dall'url originale il 5 agosto 2002).
- Centro Rumeno per la Formazione Professionale del Personale del Trasporto Navale - CERONAV, su romtc.ro.
- Autorità Navale Rumena - ANR, su rna.ro.
- Autorità Ferroviaria Rumena - AFER
- Autorità Stradale Rumena - ARR
- Centro Nazionale di Qualificazione e Formazione Ferroviaria  - CENAFER, su cenafer.ro.

Unità operanti in coordinamento con il Ministero dei Trasporti:
- Azienda per l'Assicurazione alla Salute del MTI, su casmtct.ro.

Unità operanti sotto l'autorità del Ministero dei Trasporti:
- Società Nazionale delle Ferrovie rumene - SNCFR - RA
- Compagnia Ferroviaria Nazionale CFR - S.A.
- S.N. "CFR Viaggi" - S.A.
- S.N. "CFR Trasporto" - S.A.
- Società di Amministrazione Ferroviaria - "S.A.A.F." - S.A.
- S.C. "METROREX" - S.A.
- Società Nazionale "Aeroporto Internazionale Henri Coandă Bucureti" S.A.
- Società Nazionale "Aeroporto Internazionale Bucurest-Băneasa - Aurel Vlaicu" S.A.
- Aeroporto Internazionale M. Kogălniceanu Costanza" - S.A.
- "Aeroporto Internazionale Timișoara - Traian Vuia" - S.A.
- Direzione Autonoma "Amministrazione Rumena dei Servizi del Traffico Aereo - ROMATSA"
- Direzione Autonoma "Autorità Aeronautica Civile Rumena" - RA — RCAA
- S.C. "Compagnia Nazionale dei Trasporti Aerei Rumeni - TAROM" - S.A.
- Compagnia Nazionale "Amministrazione Porto Marittimo Costanza" S.A.
- Compagnia Nazionale "Amministrazione Canale Navigabile" S.A. Costanza
- Compagnia Nazionale di Radiocomunicazione Navale "Radionav" S.A. Costanza, su radionav.ro. URL consultato l'11 settembre 2019 (archiviato dall'url originale il 13 febbraio 2019).
- Agenzia Autonoma "Amministrazione Fluviale del Basso Dunubio Galați" - RA
- Compagnia Nazionale "Amministrazione Porto Marittimo Danubio" S.A. Galați
- Compagnia Nazionale "Amministrazione Porto Fluviale Danubio" S.A. Giurgiu
- Compagnia Nazionale delle Autostrade e Strade Nazionali della Romania S.A.
- Agenzia Autonoma "Registro Auto Rumeno" - RAR, su rarom.ro.
- Agenzia Autonoma "Amministrazione Zone Libere Sulina", su azlsulina.3x.ro. URL consultato il 12 giugno 2019 (archiviato dall'url originale il 16 aprile 2016).
- S.C. "Centro Televisivo di Educazione Marittimo" - S.A. Costanza
- S.C. Istituto di Ricerca dei Trasporti INCERTRANS S.A., su incertrans.ro.
- S.C. STARD S.A. - Fetești
- S.C. VIA STAR S.A.
- Società Ferroviaria del Turismo "S.F.T. - CFR SA"